# 槇本楠郎
槇本 楠郎（まきもと くすろう、本名：楠男、1898年8月1日 - 1956年9月14日）は、日本の童話作家、詩人、評論家。プロレタリア児童文学の先導者でもあった。娘に童話作家の槙本ナナ子がいる。

## 略歴

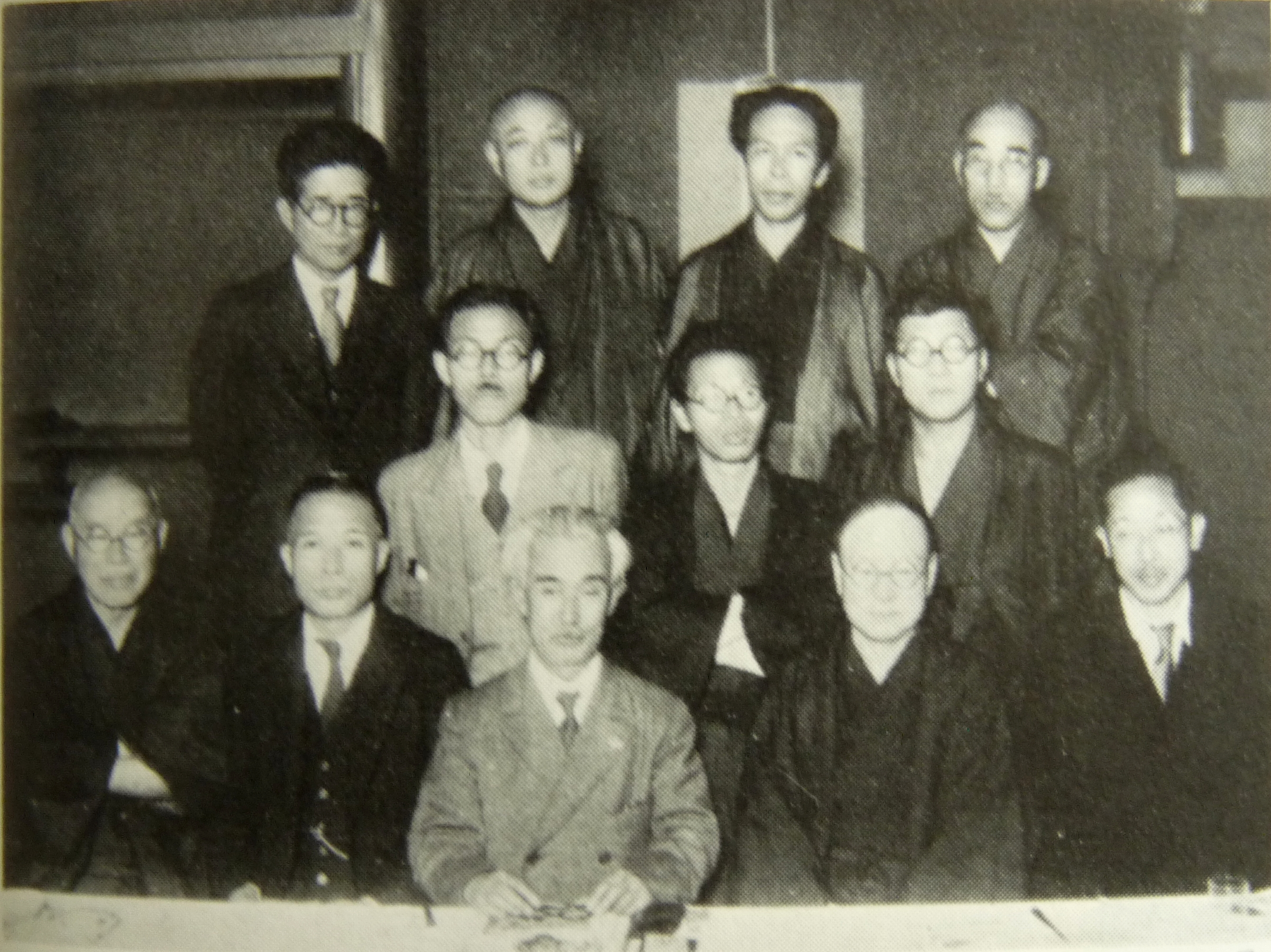
童話作家協会の集会。後列右から2番目が槇本。

岡山県吉備郡足守町（現：岡山県岡山市北区足守）で、六人兄弟の三男として生まれる。家は裕福な農家であった。
中学生の頃から文学に関心を持ち始め、当初医者になるためにドイツ語を勉強していたが、これを放棄し短歌を始めた。当時用いた雅号には孤舟、憔果などがある。1915年に詩歌集『壁土』を、友人と共著で自費出版。
1917年に上京して早稲田大学予科に入学、しかし学校へはあまり行かず、文学を読みふけって自らも創作活動に勤しみ、1919年に退学。翌年帰郷して隣村の富農の娘と結婚。1922年に長女ナナ子誕生、それにともなって一時帰郷した。このころから裕福であった実家が経済的に困窮し始めた。
1922年に再び上京し、酒井朝彦が編集していた『女学生』に、童話「豊の再生」が掲載され、初めての原稿料をもらった。このころから生活が苦しくなり始め、また病気がちとなっていた。同年、自費出版で処女詩集『処女林のひびき』を刊行。
1923年、困窮していた実家が破産、帰郷して家や田畑、山林の差し押さえなどの対応に追われた。そのまま上京出来ず、岡山県で小作農となった。1924年、次女スミレ誕生。
1926年、『文芸戦線』に評論を発表。翌年には同誌にプロレタリア童謡と称した童謡「小さな同志」を発表。この年、一時期東京毎夕新聞社に入社したが、同年中に退社。
1927年に藤森成吉らと前衛芸術家同盟を結成。また翌年の1928年には日本プロレタリア芸術連盟と合同となり、全日本無産者芸術連盟（のちに全日本無産者芸術団体協議会に改組）を結成。また小川未明らと新興童話作家連盟を結成。槇本はそれぞれの機関紙『戦旗』『童話運動』に、童話や評論などを精力的に執筆した。その翌年である1929年、新興童話作家連盟は解散。また同年、次女スミレが死去、三女ちまた誕生。
1930年、初の評論集『プロレタリア児童文学の諸問題』（世界社）を出版するが、発売禁止となった。翌年の1931年には『小さい同志』（自由社、川崎大治との共著）を出版、これも即日発売禁止処分となった。1933年には『教育論叢』に小泉礼一のペンネームで童話を発表。
1936年から37年にかけて、雑誌などへの作品の発表が多く、最も充実した時期となった。1938年、童話「母の日」で第一回童話作家協会・金の星社童話賞を受賞。
1939年、病に倒れるが、病床で作品の執筆（口述筆記含む）を続けた。1942年に一次回復したが、翌年に再び病に倒れる。以来病状は回復せず、口述筆記による執筆が多くなっていった。病床にありながらも児童文学者協会の発起人として名を連ねたほか、日本童話会、新日本歌人協会に参加。
戦後、過剰な教化意識を自己批判し、児童自身の自由な集団的創造的生活を導きだすことを主張、生活主義児童文学へと転換していった。
1956年、病状が悪化。同年9月14日に喀血し、永眠。享年58。

## 主要な著作

### 童話、童謡
- 『赤い旗』（1930年、紅玉堂）
- 『小さい同志』（1931年、自由社、川崎大治との共著）
- 『仔猫の裁判』（1935年、文章閣）
- 『海の底のピアノ』（1940年）
- 『月夜の密柑山』（1941年、フタバ書院）
- 『太鼓の鳴る村』（1946年、昭和出版）

### 評論など
- 『プロレタリア児童文学の諸問題』（1930年、世界社）（近代デジタルライブラリー版：https://dl.ndl.go.jp/info:ndljp/pid/1138359 ）
- 『新児童文学理論』（1936年、東宛書房）
- 『新しい日記の書き方』（1951年、泰光堂）

### 翻訳
- アレクセイ・パンテレーエフ『金時計』（1933年、楽浪書房）